# Университет Корсики

Верхняя Корсика

Университет Корсики (L’Université de Corse-Pascal-Paoli) - высшее учебное заведение во Франции. Единственный университет на острове Корсика.
Здесь учится около 4500 студентов. Университет расположен в Корте, исторической столице Корсики, в департаменте Верхняя Корсика.

## История

##### Высшее образование в Корте
Островитяне утверждают, что именно после восстания на Корсике в 18 веке учредили университет в Корте. До того момента даже в военной литературе не упоминалось о выдающихся личностях, что показывало низкий уровень образования на острове. Корсиканцы поэтому стремились повесить всю ответственность на Геную. Островитяне обвиняют Республику Геную в недостатке интереса к развитию народного образования. Они интерпретировали отсутствие интереса, как явное намерение держать жителей острова в невежестве, чтобы усилить над ними контроль.
С апреля 1731 года объединение корсиканских делегатов в "консультацию" епархии выступает за создание «Collegio di studenti». В апреле 1736 года, при коронации Теодора фон Нойхофа, требование к новому королевству - государственный университет и преподавание права и философии, - возникло под силой пятнадцатой статьи, которая на тот момент была принята, как Конституция Корсики. В январе 1756 в Венцоласке духовенство вновь объединилось, чтобы обсудить создание Университета науки.
Эта идея развития образования под надзором народного духовенства должна была быть большой проблемой молодого корсиканского государства. Жан-Жак Руссо говорил, что государство должно организовать равное и обязательное для всех образование.
В декабре 1763 года в официальной корсиканской газете было заявлено, что в столице готовятся к открытию "Государственного университета всех наук" по образцу лучших университетов континента.
В ноябре 1764 года был издан официальный указ, который предусматривал открытие университета под управлением Григория I (папа римский). Торжественное открытие университета произошло 3 января 1765 года в присутствии властей Корсики. Учебные занятия начались 7 января.

##### Университет Корсики в современное время
Современный университет открыт в 1981 году после народной мобилизации.
С 1 января 2009 года университет открыл свой филиал «Fundazione di l'Università di Corsica» под руководством Франсин Демишель.
В 2011 году университет отпраздновал 30-летие повторного открытия.

## Компоненты

##### Образовательные и исследовательские программы
- Изучение литературы, языков, искусства, социальных и гуманитарных наук
- Изучение права, управления и экономических наук
- Изучение науки и техники

##### Школы и институты
- Институт здоровья
- Институт технологии
- Институт управления
- Высшая школа преподавания и общего образования